# Hautschnitt

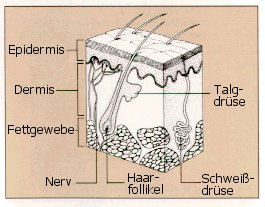
Gezeichneter Hautschnitt

Ein Hautschnitt ist ein chirurgischer Eingriff, der nur die Haut anschneidet, die darunter liegenden Strukturen aber nicht betrifft. Er ist die erste der drei standardmäßigen Operationsphasen Hautschnitt, eigentliche Operation und Verschluss des Zugangs. Ebenfalls als Hautschnitt wird ein (vergrößertes) Querschnittsmodell der Haut bezeichnet, um zum Beispiel im Unterricht den Aufbau und die Funktionalitäten der Haut zu veranschaulichen.